# Toyota
Toyota Motor Corporation (en japonés: トヨタ自動車株式会社, Toyotajidōsha kabushikigaisha?) es un fabricante de automóviles japonés fundado en 1933 por Kiichiro Toyoda. Su sede principal está ubicada en Toyota (Aichi) y Bunkyō (Tokio), aunque por su carácter multinacional, también cuenta con otras subsidiarias y fábricas en varios países.
La empresa tiene un marcado carácter de innovación en el sector automotor: comercializó el primer sistema de estacionamiento automático, la primera transmisión automática de 8 y 10 velocidades, el sistema de guía de información de tráfico en tiempo real con reasignación de ruta dinámica o el control de climatización de cuatro zonas con tecnología de infrarrojos. Es especialmente notoria por ser pionera en la producción y comercialización masiva de automóviles basados en la tecnología de combustible híbrida como el Toyota Prius o la división de automóviles de lujo Lexus. Pero también apuesta por vehículos propulsados con pila de combustible, como el Toyota Mirai o el autobús Toyota Sora, que no generan emisiones de CO2 al emplear el hidrógeno como combustible.
Toyota cotiza públicamente en la Bolsa de Tokio bajo el número 7203 (primera sección) y en el NYSE: TM. Su gama de productos y servicios incluye la fabricación, comercialización y mantenimiento de automóviles, camiones, autobuses y robots. También proporciona servicios financieros, a través de su subsidiaria Toyota Financial Services, y participa en otras líneas de negocio. Fabrica vehículos bajo las marcas Toyota y Lexus, posee el 100% de las acciones de Daihatsu, grandes inversiones en Hino y ha aumentado su participación al 20% de Fuji Heavy Industries que fabrica vehículos marca Subaru, también posee el 5% de participación accionaria en Mazda y un 5% de participación accionaria en Suzuki a partir del año 2018 y 2019 específicamente y cierra su participación accionaria con un 5% de Yamaha Motor Company, el segundo fabricante de motocicletas más grande del mundo. En 2019 tuvo ingresos por 30 225 681 millones de ¥. Toyota tiene una amplia cuota de mercado en los Estados Unidos, Europa y África y es el líder del mercado en Australia. También tiene cuotas de mercado significativas en varios países del Sureste Asiático.
Aunque el grupo Toyota es más conocido en la actualidad por sus automóviles sigue presente en los negocios textiles y en la fabricación de telares automáticos y máquinas de coser eléctricas. Consistentemente figura, a través de sus diferentes marcas y modelos, como uno de los fabricantes de automóviles más fiables del mundo según encuestas y análisis efectuados por entidades como OCU, TÜV o J.D. Power. Toyota es la empresa más endeudada del planeta, con una deuda neta de US$186 000 000 000.

## Nombre
Aunque el apellido de la familia fundadora es Toyoda (豊田) se decidió modificar el nombre de la empresa a Toyota ya que su pronunciación es más sencilla y su escritura simboliza un comienzo feliz: Toyota (トヨタ) en Japón está considerado más afortunado que Toyoda (豊田) ya que se considera al ocho como un número de la suerte y ocho es el número de trazos necesarios para escribir Toyota en Katakana. En chino la empresa y sus vehículos se siguen refiriendo por los caracteres equivalentes (Chino tradicional: 豐田; Chino simplificado: 丰田), con lectura china.

## Historia

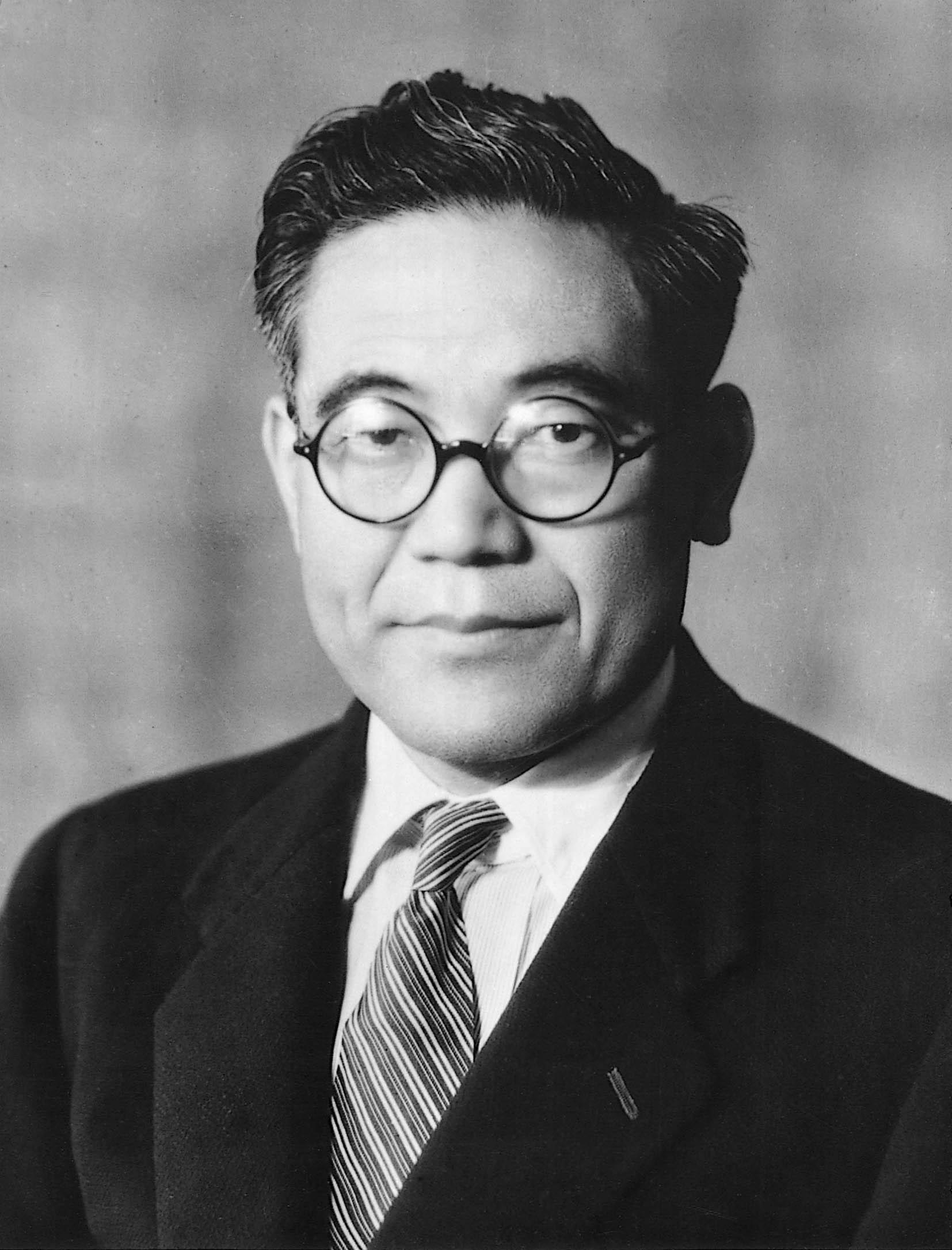
Kiichiro Toyoda ingeniero y fundador de Toyota.

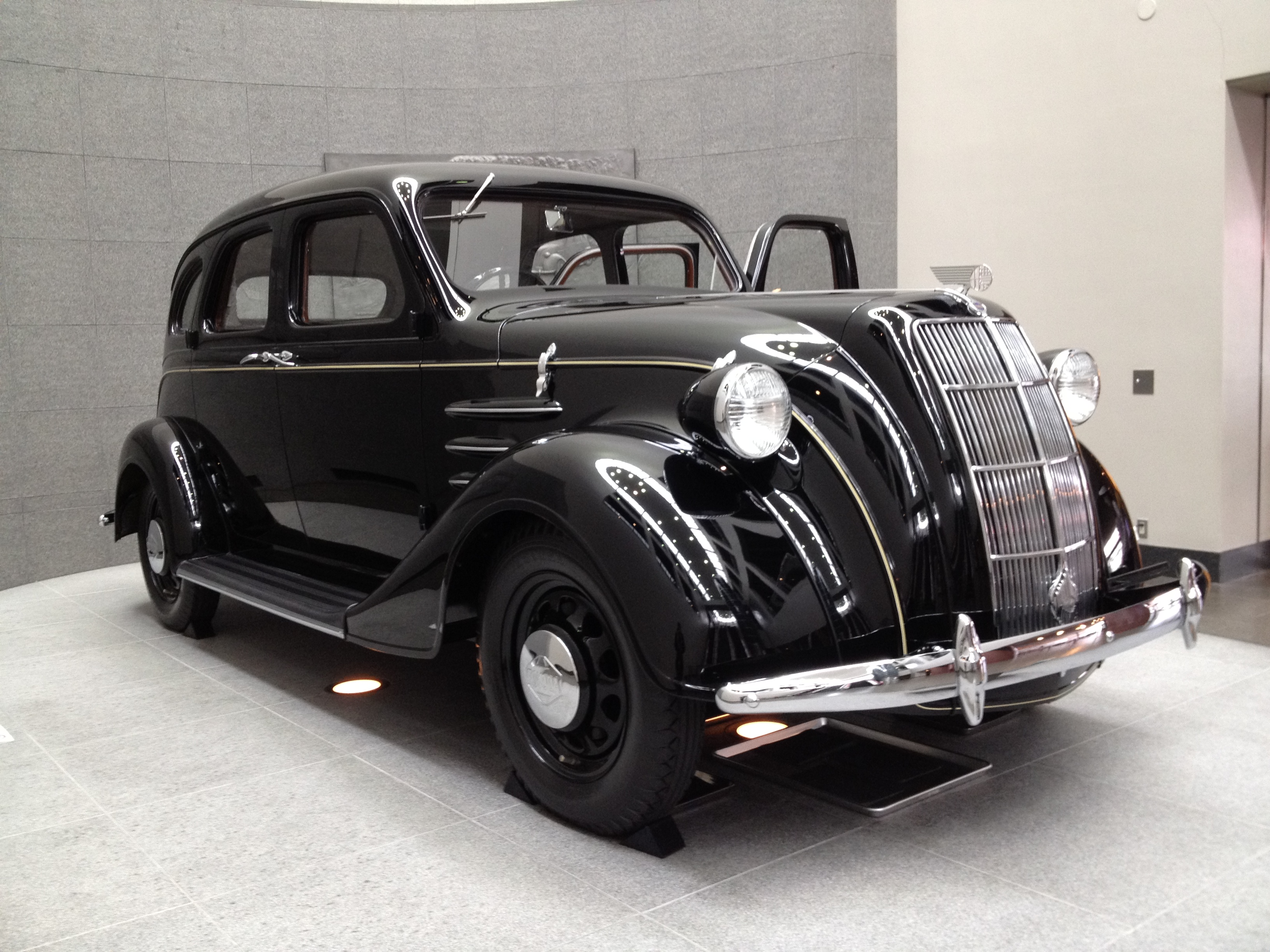
El AA en la imagen una réplica, fue el primer automóvil fabricado por Toyota, cuando la compañía todavía se denominaba Toyoda, en 1936.

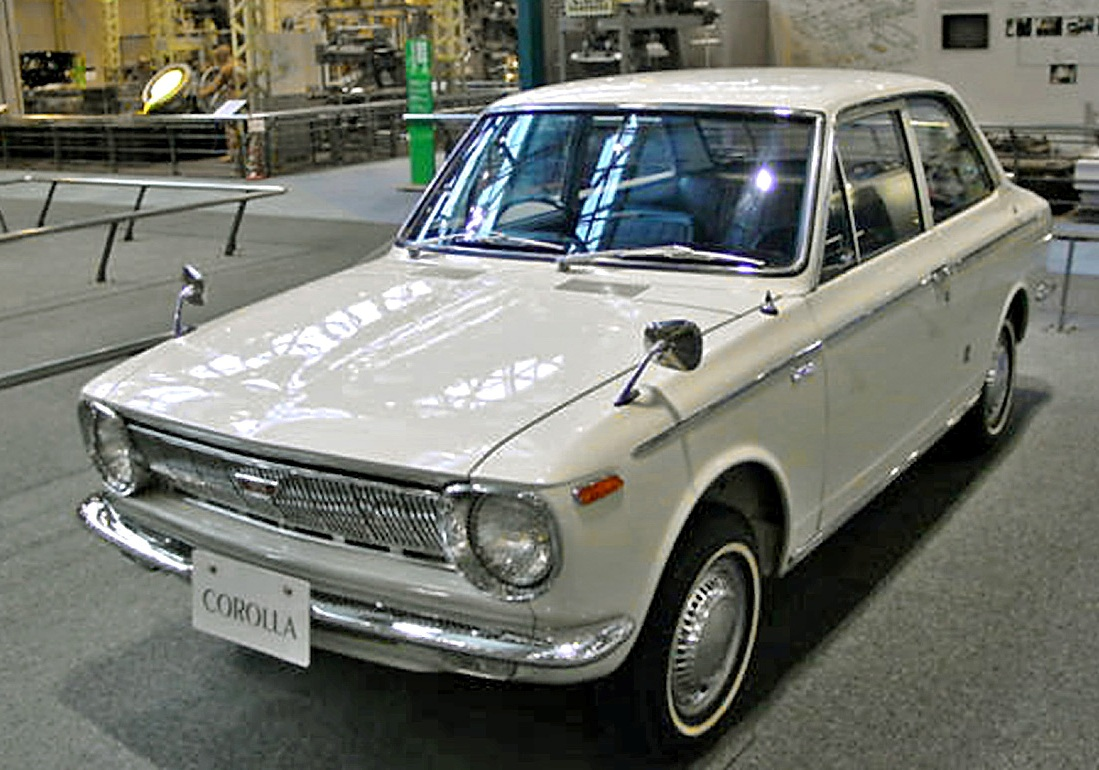
Corolla de la primera generación.

Durante los años 1920, era una planta de textiles y hoy en día no son solamente uno de los más importantes fabricantes de automóviles del mundo, sino que también una de las principales compañías del mundo. El Corolla ha sido uno de los coches más icónicos de la marca desde que inició su comercialización en 1966; y el más vendido con más de 40 000 000 unidades. Si se formaran en fila, darían la vuelta al mundo cuatro veces. Además, el equipo de automovilismo ha ganado 79 carreras en las 8 temporadas que han competido, hasta la fecha.
Toyota Motor Corporation fue fundada el 28 de agosto de 1937 cuando el fabricante de telares Toyoda Automatic Loom creó una nueva división dedicada a la producción de automóviles dirigida por Kiichiro Toyoda hijo del fundador Sakichi Toyoda.
En 1934 el fabricante produjo su primer motor tipo A que se empleó en su primer modelo de automóvil (A1) y su primer camión (G1) en 1935. El año siguiente se inició la producción del modelo AA. En 1937 Toyota Motor Co. fue establecida como una empresa independiente.
Durante la Segunda Guerra Mundial la empresa se dedicó a la producción de camiones para el Ejército Imperial Japonés. A causa de la severa escasez en Japón los camiones militares fueron fabricados de la manera más sencilla posible, por ejemplo dotándolos con sólo un faro en el centro del capó. La contienda finalizó poco antes de un bombardeo aliado programado en las fábricas de Toyota en Aichi lo que evitó la destrucción de las instalaciones de la compañía.
Tras la Segunda Guerra Mundial la producción de automóviles comerciales se reanudó en 1947 con el lanzamiento del modelo SA. En 1950 se fundó una empresa de ventas independiente, denominada Toyota Motor Sales Co..
En mayo de 1953 5 unidades del Toyota Land Cruiser fueron exportados a El Salvador convirtiéndose en los primeros vehículos Toyota en llegar al continente americano. El siguiente paso fue la inauguración, en abril de 1956, de la red de comercialización y servicio Toyopet.
Al siguiente año el Toyota Crown, tras iniciar su comercialización como vehículo de exportación en países como Tailandia o Brasil, se convirtió en el primer automóvil japonés comercializado en Estados Unidos. También en 1957 se crearon las divisiones de Toyota estadounidense (Toyota Motor Sales Inc.) y brasileña (Toyota do Brasil S.A.).
Toyota comenzó a expandirse en los años 1960 con una nueva instalación de investigación y desarrollo y Tailandia estrenó una división específica. Se produjo la unidad 10 millones y los productos de la compañía comenzaron a ser reconocidos con la obtención, en mayo de 1965, del Premio Deming. La compañía también se asoció con otras empresas automovilísticas niponas como Hino Motors y Daihatsu.

### Desde 1970

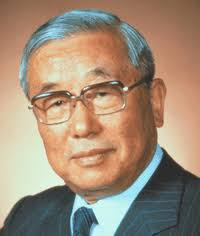
Eiji Toyoda.

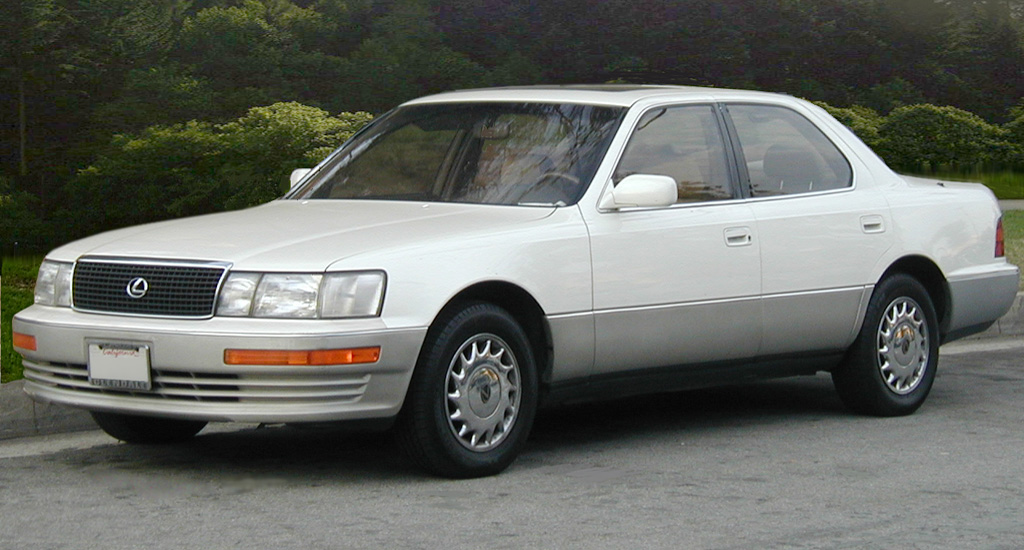
LS 400, el primer automóvil de la marca prémium Lexus, comenzó su comercialización en 1989.

La expansión prosiguió a lo largo de los años 1970. Taiichi Ohno implantó en Toyota el método justo a tiempo (Just in time), y la empresa llega a niveles de producción superiores a los de cualquier compañía en el mundo del automóvil. Entretanto se le otorgó a la empresa su primer Control de Calidad japonés a principios de la década y se inició la historia de Toyota en los deportes de motor.
En 1982 Toyota Motor Company y Toyota Motor Sales se fusionaron en una única empresa rebautizada como Toyota Motor Corporation. Dos años después Toyota firmó una alianza con General Motors para operar conjuntamente una planta de fabricación, denominada New United Motor Manufacturing, Inc. (NUMMI), en Fremont (California) cuya actividad se prolongó hasta 2010.
En 1983 el entonces presidente de Toyota, Eiji Toyoda, considerado responsable del crecimiento internacional de Toyota gracias a su sistema de producción único, acuerda en una reunión secreta junto a un grupo de directivos lanzar una marca capaz de desafiar a las mejores del mundo, especialmente en el mercado estadounidense, y pusieron en marcha el proyecto F1. Tras la participación de 3.900 ingenieros, la elaboración de 450 prototipos y más de 2.700.000 km de pruebas en 1987 se da el visto bueno al nuevo automóvil, denominado Lexus LS 400, con el que se inaugura la división de lujo Lexus en 1989.
Con una importante presencia en Europa, debido al éxito de Toyota Team Europe, la corporación decidió crear TMME (Toyota Motor Europe Marketing & Engineering) para ayudar a vender vehículos en el continente. Dos años después, Toyota creó una base en el Reino Unido, TMUK, ya que los automóviles de la empresa se habían convertido en muy populares entre los conductores británicos. También se crearon bases en Indiana, Virginia y Tianjin. En 1999 la empresa decidió cotizar en las bolsas de Nueva York y Londres.
En 2001, el Toyo Trust and Banking de Toyota se fusionó con otros dos bancos para formar el UFJ Bank, que fue acusado de corrupción por el gobierno por hacer malos préstamos a la mafia Yakuza. En ese tiempo, el UFJ fue uno de los mayores accionistas de Toyota. Como resultado de la crisis de banca de Japón, la UFJ se fusionó con el Bank of Tokyo-Mitsubishi para convertirse en el Mitsubishi UFJ Financial Group.
En 2002, Toyota consiguió entrar en un equipo de Fórmula 1 y establecer joint ventures con la empresa francesa Peugeot. Luego en un intento por alcanzar el mercado de los más jóvenes conductores de Estados Unidos Toyota lanzó en exclusiva para este mercado la marca Scion en 2003. En 2005, Toyota fue la cuarta mayor empresa de automóviles en el mundo en términos de ventas con $135.820 millones—tras General Motors con $185.520 millones, Ford con $164.200 millones y DaimlerChrysler con $157.130 millones. En mayo de 2006, Toyota alcanzó a DaimlerChrysler por la tercera plaza en ventas totales en los Estados Unidos. En julio de 2006, Toyota pasó a Ford Motor Company en términos de ventas totales de vehículos en los Estados Unidos, aunque Ford recuperó su posición a Toyota en el siguiente mes para de nuevo perderla debido a altos precios de la gasolina. En el primer trimestre del 2007 Toyota le arrebató el primer lugar mundial a la estadounidense General Motors.
En medio de la Gran Recesión, Toyota recortó su producción en más de 50%, para reducir sus inventarios y enfrentar la caída de las ventas en marzo de 2009. Después Toyota debió enfrentar situaciones complejas como el tener que llamar a revisión 2,3 millones de automóviles en los Estados Unidos casi al mismo tiempo que las autoridades de dicho país notificaban que no podía vender más estos automóviles en su territorio debido a la aceleración espontánea que presentaban diferentes modelos. Finalmente se demostró que eran los propios usuarios quienes provocaban la aceleración repentina al equivocarse de pedal. Sin embargo fue con el terremoto y tsunami de Japón de 2011 que la empresa se vio seriamente afectada tras romperse la cadena de suministro que produjo la mayor caída de producción desde que la compañía tiene registros, que comenzaron en 1976. Como consecuencia, Toyota perdió el liderato como mayor fabricante de automóviles a nivel mundial que ostentaba. No obstante, en 2012 Toyota volvió a posicionarse como primer fabricante mundial de coches por ventas.
A comienzos de 2016, la marca Scion fue descontinuada tras la recesión económica y la baja en los precios de la gasolina en Estados Unidos. Entretanto Toyota inició un acercamiento con la empresa de vehículos de transporte con conductor (VTC) Uber que llevó al fabricante japonés a invertir US$500 millones en dicha empresa en 2018, asociándose además para desarrollar de manera conjunta vehículos autónomos.
En 2019, fue el segundo mayor fabricante mundial de automóviles por producción, por detrás del Grupo Volkswagen. Tuvo ventas mundiales de 10,74 millones de vehículos. Además, según el ranking elaborado por Interbrand, Toyota fue la quinta marca más valiosa del mundo en 2016, siendo considerada en 2017 como la marca de vehículos más valiosa con un valor de marca de US$28 700 millones. En el mismo sentido, el Informe Global sobre la Automoción 2018 realizado por la consultora KPMG afirmó que el grupo Toyota fue la marca de automoción mejor posicionada para un futuro inmediato a cinco años por delante de BMW y Tesla.

## Vehículos

### Marcas

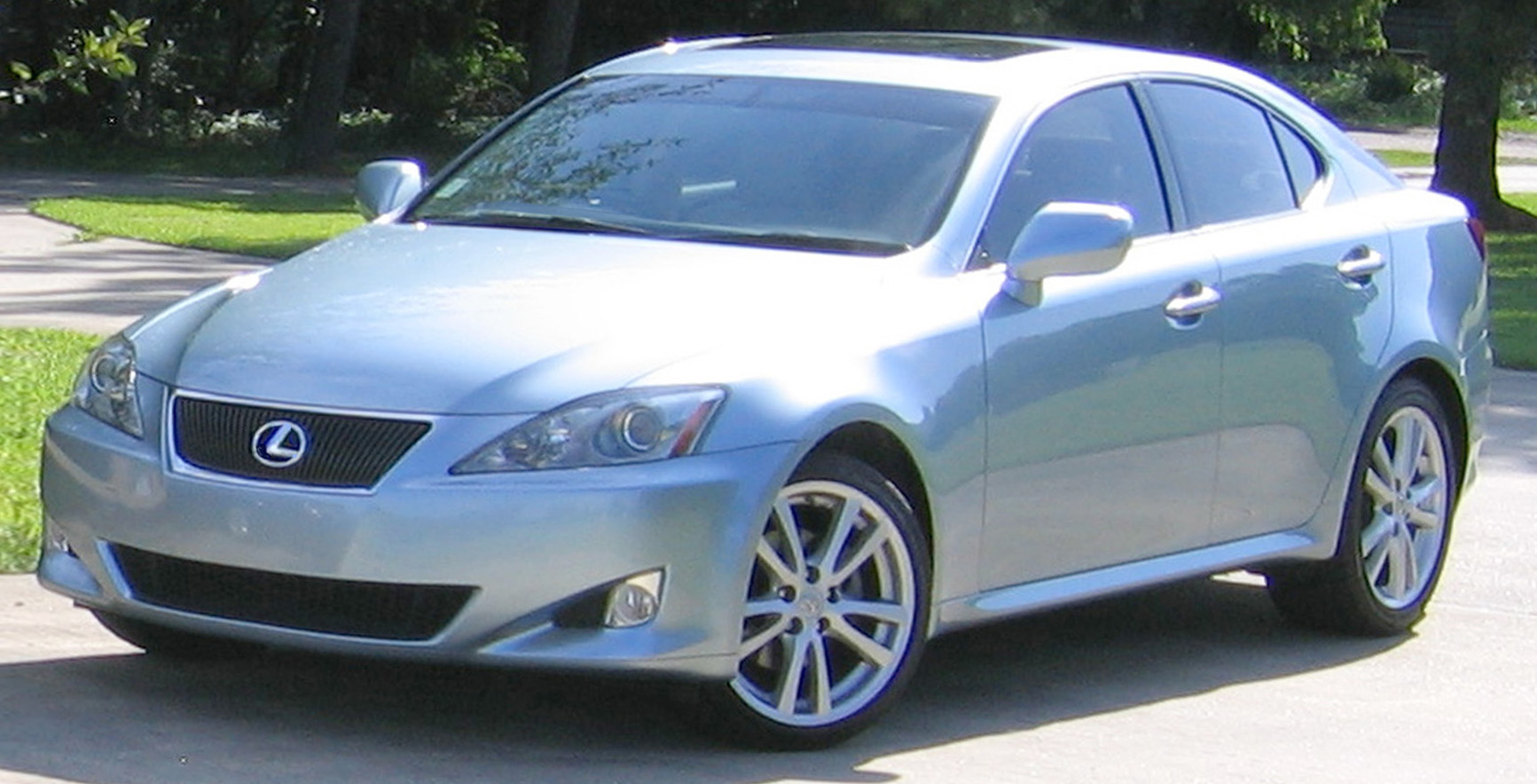
Lexus IS250 en azul metálico Breakwater.

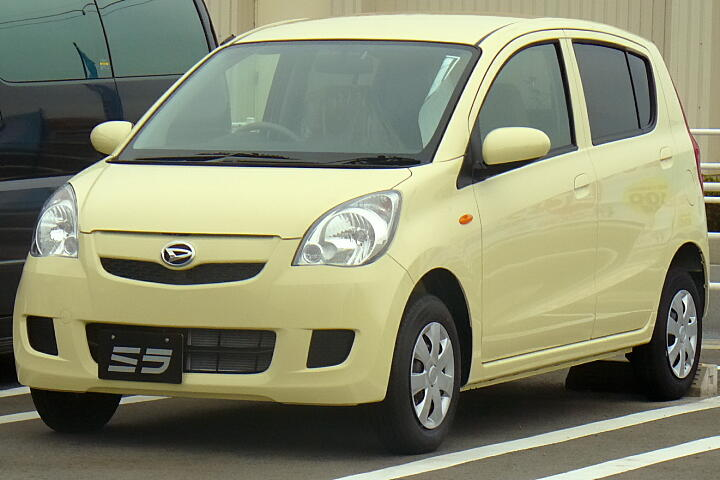
Daihatsu Charade de 2006.

Toyota Motor Corporation fabrica vehículos bajo las marcas Toyota y Lexus, posee la totalidad de las acciones de Daihatsu, inversiones en Hino y Fuji Heavy Industries que fabrica vehículos marca Subaru. Lexus es la marca de Toyota para su división de automóviles de lujo, siendo presentada por primera vez en Estados Unidos, donde llegó a convertirse en la marca más vendida de su segmento durante varios años. Anteriormente se daba la paradoja de que hasta 2005 los vehículos Lexus eran comercializados bajo la marca Toyota en Japón pero, desde entonces, la marca Lexus fue introducida. Desde su debut en 1989 Lexus ha desarrollado una reputación por la fiabilidad de sus vehículos y la calidad de su servicio al cliente. En 2019, por octavo año consecutivo, la firma de valoraciones de los clientes J.D. Power nombró a Lexus la marca más fiable en los Estados Unidos.
En cuanto a Daihatsu, esta marca fabrica automóviles pequeños, especialmente de los segmentos A y B y comparte con Toyota un programa conjunto de investigación y desarrollo. Sin embargo, esto no implica una fusión de las marcas, ya que Daihatsu y Toyota no solo mantienen una identidad diferenciada, sino además una independencia ejecutiva.
Por otra parte, Scion fue una división de Toyota destinada a un público urbano y juvenil que operaba en Estados Unidos, Canadá, Guam y Puerto Rico. Se fundó en 2003 y prolongó su actividad hasta 2016 habiendo comercializado algo más de 1 000 000 de vehículos durante su existencia. Tras la disolución de la marca los modelos se renombraron e integraron en el catálogo general de Toyota.
Toyota ha fabricado muchos de los autos más icónicos de la historia. Algunos de estos son el Toyota Supra, Corolla, 2000GT, Land Cruiser, Hilux, Celica y Prius.

### Vehículos de combustible alternativo

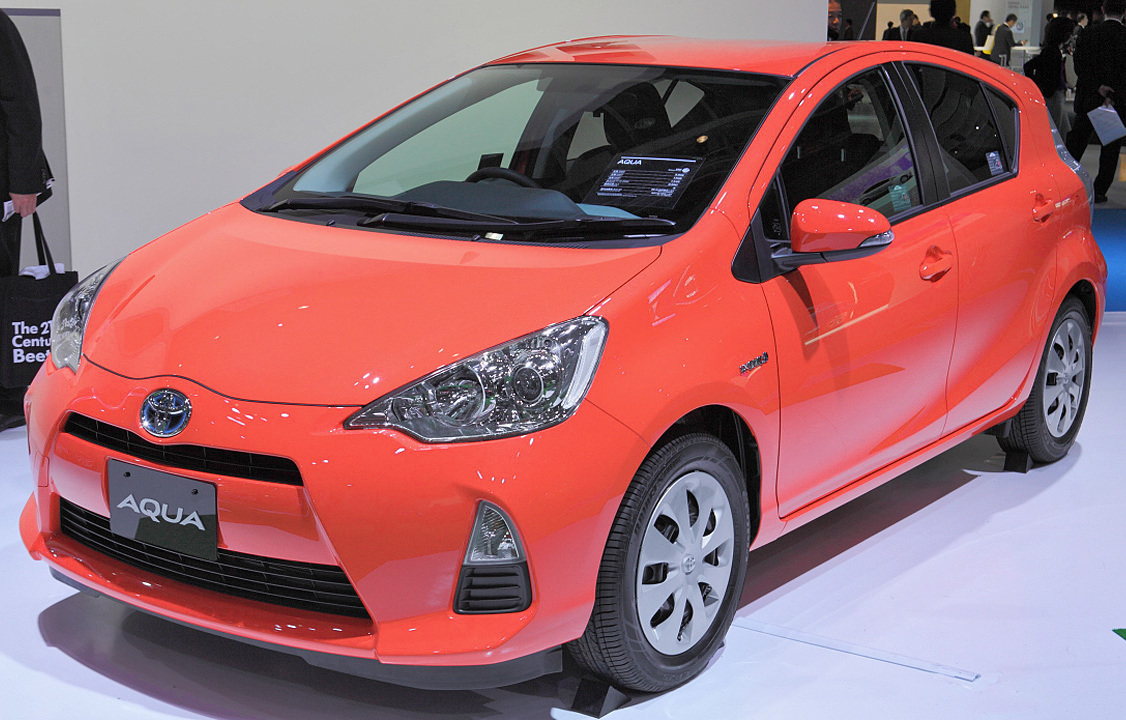
Toyota Prius c.

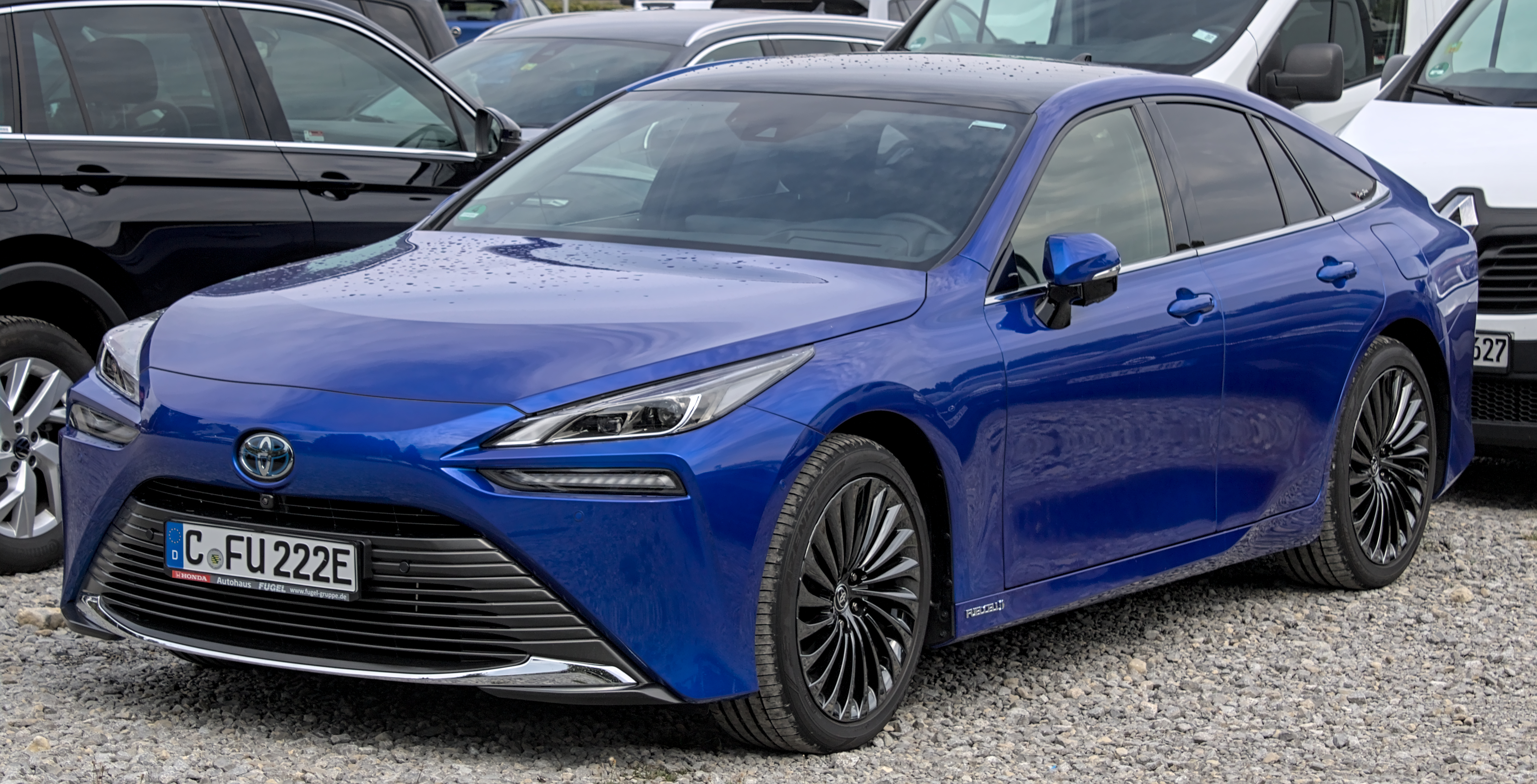
El Mirai, un vehículo eléctrico con pila de combustible suministrada por hidrógeno.

Toyota ha estado a la vanguardia del segmento de los vehículos de combustible alternativo. En 2018 era líder mundial en la producción de vehículos híbridos, siendo también el fabricante que más investigaba en el desarrollo en vehículos eléctricos. Esto llevó a que en 2019 Toyota fuese la marca más próxima a cumplir con la normativa sobre emisiones de CO2 de la Unión Europea (UE) que amenaza con multar a los fabricantes de vehículos a partir de 2021. Este liderazgo de Toyota se debe en parte que la compañía invierte recursos en investigaciones de vehículos de combustión más limpia como el Toyota Prius, basados en tecnología como el Hybrid Synergy Drive.
La empresa comercializa varios modelos de automóviles con tecnología híbrida: Toyota Yaris hybrid, Toyota Auris hybrid, Toyota Prius, Toyota Prius Plug-in, Toyota Prius+, Toyota RAV4 hybrid, Corolla, Highlander, Camry, Sienna, Estima o Alphard. El plan de Toyota es tener en todas las líneas de automóviles, camiones y SUVs una opción híbrida en 2030.
El fabricante también produce el Toyota Prius Plug-in, que pertenece a la categoría de los híbridos enchufables, y está promocionando el Toyota i-Road, un vehículo todo-eléctrico que combina el potencial tanto de los coches como de las motos. En 2002, Toyota probó con éxito en carretera una nueva versión del RAV4 que funcionaba con una célula de combustible de hidrógeno. En cuanto al Toyota Mirai, este es el primer vehículo de la marca propulsado por Hidrógeno.

### Vehículos autónomos
En 2018 Toyota presentó el LQ, un prototipo de vehículo que se basa en un nivel 4 de conducción autónoma. El vehículo es capaz de reaccionar ante objetos y eventualidades, y no requiere de un usuario preparado para intervenir si el sistema lo solicita o se produce un fallo. Ese mismo año, el fabricante comenzó a usar los sensores de imagen de la marca Sony en su sistema avanzado de asistencia al conductor, y planea estrenar su primera flota de vehículos autónomos, durante los Juegos Olímpicos de Tokio 2020. Uno de los modelos previstos para el certamen es el e-Palette, un vehículo de transporte autónomo y eléctrico.
Toyota y el grupo tecnológico SoftBank anunciaron en abril de 2019 un acuerdo con la plataforma de transporte Uber para invertir US$1000 millones destinados a desarrollar tecnologías de conducción autónoma. El acuerdo, en el que también participa el productor japonés de autopartes Denso, incluye la creación de una entidad conjunta llamada Advanced Technologies Group (ATG). La inversión de Toyota se suma a la que había realizado en Uber en agosto anterior para desarrollar conjuntamente vehículos autónomos y ofrecer modelos de dicho servicio de transporte en Estados Unidos para 2021.

### Vehículos de exploración espacial
En 2018 la Agencia Japonesa de Exploración Aeroespacial (JAXA) signó un acuerdo con el constructor de automóviles Toyota con el fin para pasar a desarrollar conjuntamente los futuros vehículos de exploración espacial, dando prioridad en los objetivos de la agencia en la Luna y siendo el Toyota Lunar Cruiser el primer trabajo conjunto. La apuesta de Japón por volver a la Luna, se encuentra dentro del marco internacional en los años 2020, donde varias potencias presentaron sendos proyectos para la colonización del satélite, siendo bautizado por varios medios como la "nueva carrera espacial" como paso previo a los intereses en el planeta Marte. Para no quedarse atrás, JAXA, Toyota y Mitsubishi crearon la alianza Team Japan en 2019 para aunar esfuerzos con las principales empresas del país y conseguir realizar proyectos como el Lunar Cruiser. El nombre elegido fue un guiño a uno de los vehículos insignia de la empresa, el Toyota Land Cruiser.

### Fabricación

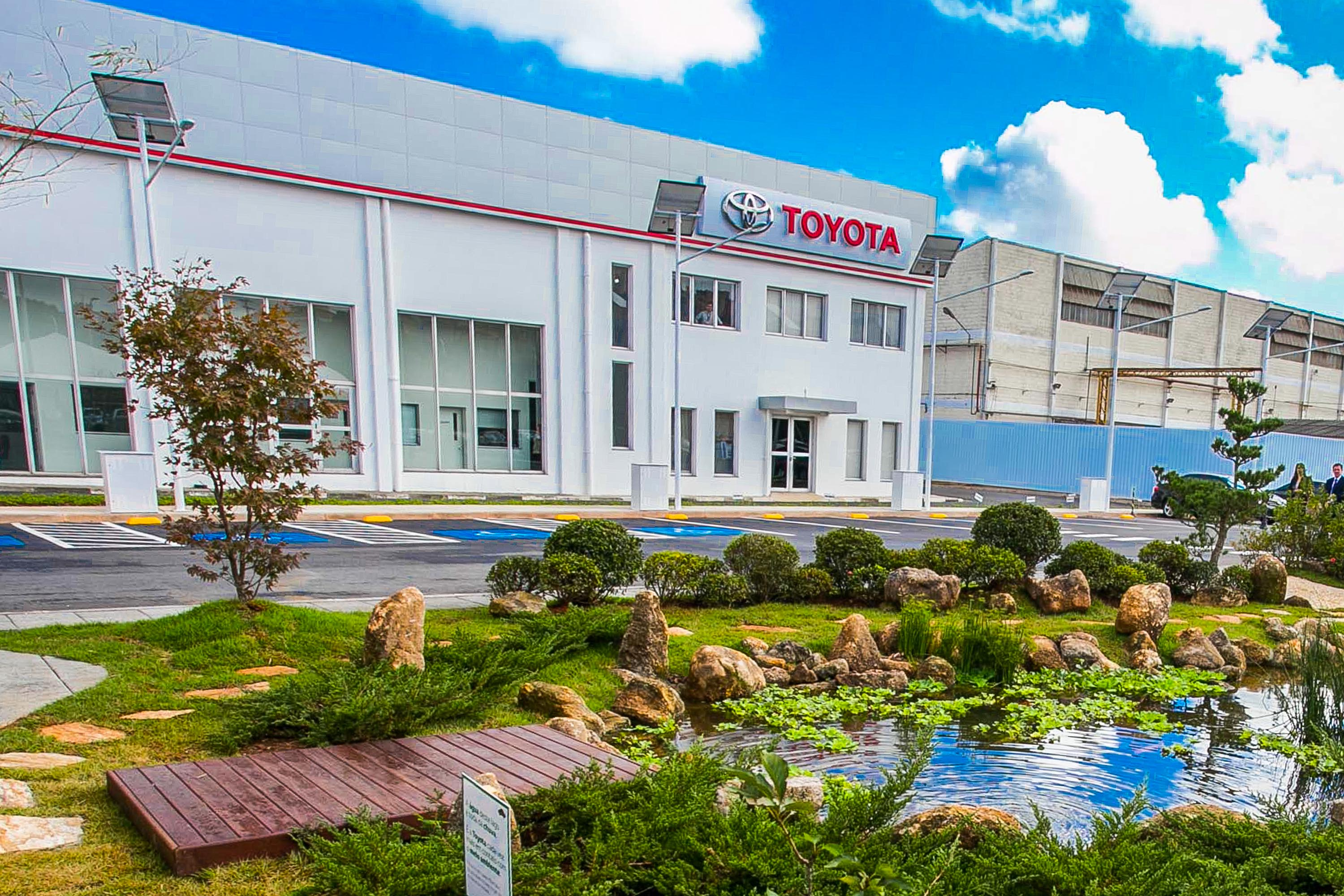
São Bernardo do Campo, Brasil. Aquí se construyó en 1959 el primer Toyota fuera de Japón, un Land Cruiser.

Toyota es también famosa en la industria por su filosofía de fabricación, llamada el “Sistema de producción Toyota” que ha sido adoptado por varias empresas en el mundo posteriormente. Tras haber fabricado su primer vehículo fuera de Japón en São Paulo (Brasil) en 1959, Toyota ha desarrollado fábricas en varios países donde manufactura o ensambla vehículos para mercados locales, incluyendo el Corolla. Es así que en 2016 Toyota tenía plantas de fabricación o ensamble en 28 países.
Durante los años 2010 Toyota fue uno de tres principales fabricantes de automóviles a nivel mundial. Además el nivel de ventas generales de Toyota ha oscilado entre los 7 los 9 millones de unidades entre 2009 y 2019. En 2018, a pesar de un retroceso en las ventas del 1,7%, respecto a 2017, el Toyota Corolla fue automóvil más vendido en el mundo tras haber contabilizado más de 1 181 000 matriculaciones. Los Toyota RAV4 y Camry también fueron parte de los diez primeros en esta clasificación.

## Deportes de motor

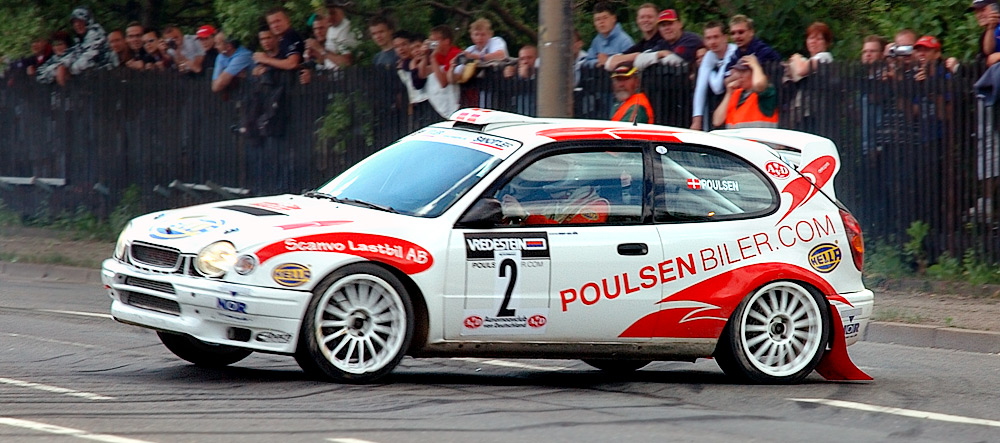
A pesar de la salida de Toyota de los rallies en 1999, los automóviles de la empresa, concretamente el Celica y Corolla (en la imagen), son aún una elección popular entre los conductores de rallies.

En 1972 el sueco Ove Andersson formó Andersson Motorsport en su país natal y comenzó a crear un programa de rallyes para Toyota. En 1975 movió su base de Suecia a Bruselas en Bélgica. A partir de entonces el equipo fue renombrado a Toyota Team Europe. Tres años después, el equipo se movió a una nueva base en Colonia (Alemania). Sin embargo, no fue hasta los años 1980 cuando Toyota comenzó a obtener éxitos significativos, especialmente en los rallyes africanos. Finalmente, en 1993 Toyota compró el equipo de Andersson y lo nombró Toyota Motorsport GmbH.
Por su parte Toyota Racing Development (TRD) se encarga del tuneo de los Lexus y Toyota. TRD es responsable del apoyo a los intereses de carreras de Toyota en todo el mundo. TRD produce diversos productos y accesorios tuning, incluyendo componentes de la suspensión de rendimiento, compresores y ruedas.

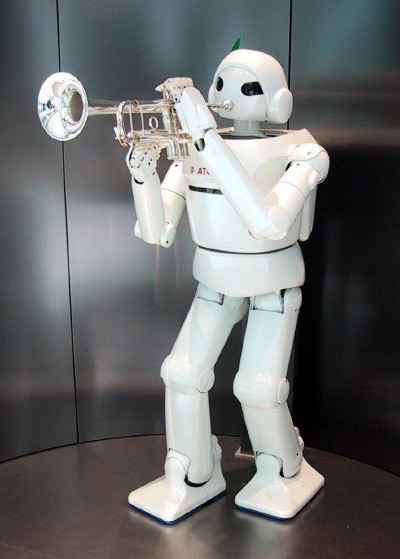
Robot Kaikan.

## Actividades no automovilísticas
Toyota ha estado desarrollando robots multitarea destinados al cuidado de ancianos, la fabricación y el entretenimiento. Por otra parte Toyota Financial Services proporciona financiación a los clientes de Toyota. Además la empresa invierte en varios pequeños negocios y asociaciones en biotecnología, incluyendo:
- P.T. Toyota Bio Indonesia, en Lampung, Indonesia.
- Australian Afforestation Pty. Ltd., en Australia Occidental y Australia Meridional.
- Toyota Floritech Co., Ltd., en Rokkasho-Mura, Distrito de Kamikita, Prefectura de Aomori.
- Sichuan Toyota Nitan Development Co., Ltd., en Sichuan, China.
- Toyota Roof Garden Corporation en, Miyoshi-Cho, Prefectura de Aichi.

## Mercadotecnia

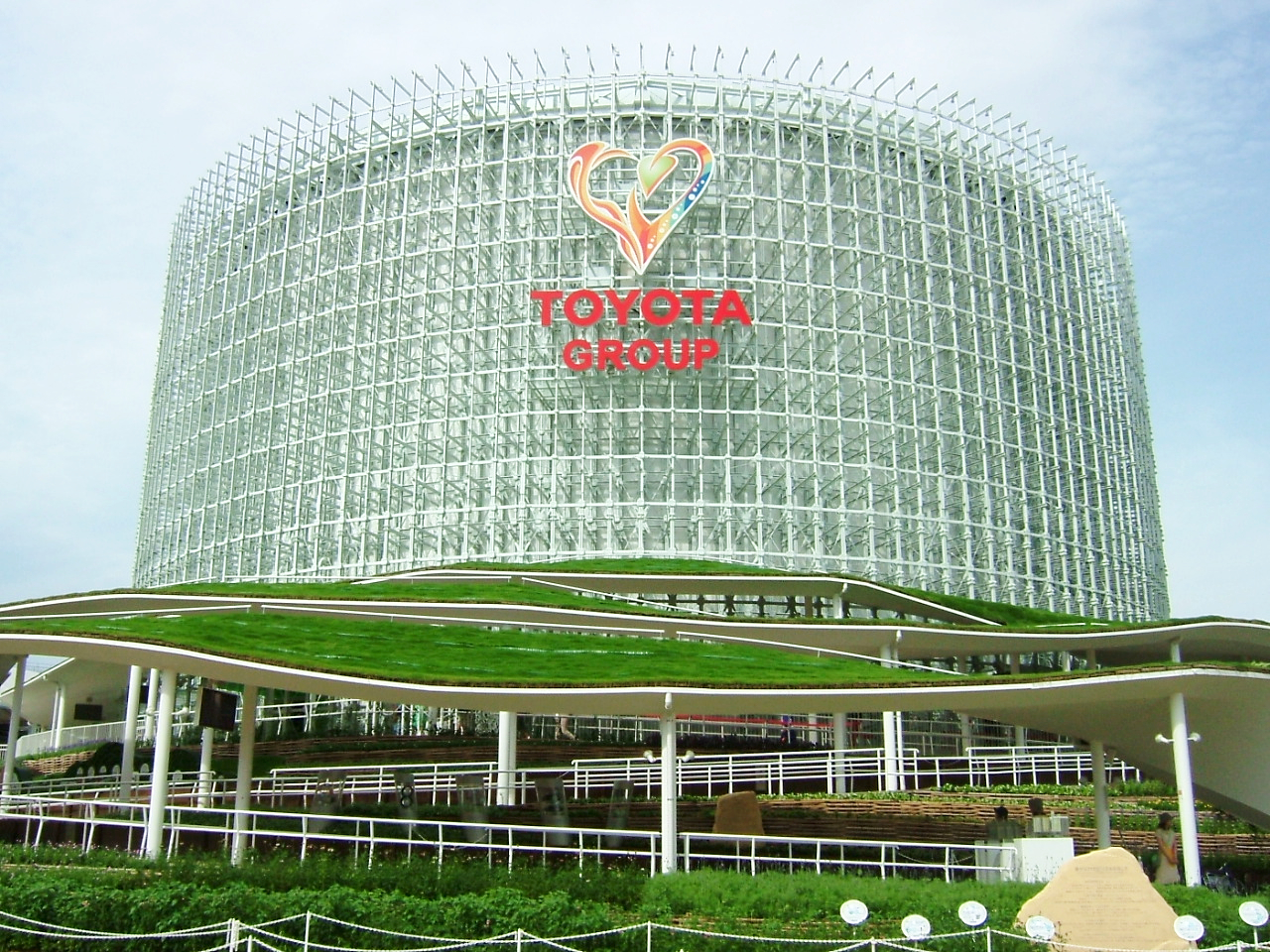
Pabellón de Toyota en la Exposición Universal de Aichi de 2005.

Al ser una compañía presente en los cinco continentes ha utilizado eslóganes heterogéneos adaptados a los diferentes mercados. Existen países en cambio en los que no se utilizaría.
Algunos eslóganes históricos que se han utilizado han sido Moving forward (Moviéndose hacia adelante) o It's time to move forward (Es hora de ir adelante) y Avanza Confiado (para la comunidad hispana) en los Estados Unidos y en varios países del mundo. En México se empleó "Siempre más allá", en Guatemala, Ecuador y Colombia se utilizó "Toyota es Toyota", en Costa Rica se usó "No lo maneje, maltrátelo" y "Por algo es Toyota", "Toyota moviendo a los ecuatorianos / colombianos" y en Perú "Una vida de confianza" (año 2000). En Europa se estandarizó Today. Tomorrow. Toyota (Hoy. Mañana. Toyota). Finalmente en Australia se empleaba el eslogan Oh, what a feeling! (¡Oh, qué sensación!) que fue el eslogan de Toyota en los Estados Unidos durante los años 1980.
Auspicio
“Mobility for all” ("movilidad para todos") es el lema de Toyota para los Juegos Olímpicos de Tokio 2020, evento del que es proveedor oficial. El fabricante se ha comprometido a que todos los asistentes puedan desplazarse por los diferentes espacios que acojerán el evento, incluso si son personas de movilidad reducida.
En 2009, Toyota y el club de fútbol Orlando City B firmaron un acuerdo hasta diciembre de 2014. El club lleva el logo de Toyota en el centro del pecho de la camiseta. También ha estado vinculado comercialmente en Argentina con los clubes San Isidro Club, Duendes Rugby Club, Cardenales Rugby Club, Los Tordos Rugby Club y el Club La Tablada.
Durante los años 2003-2008 patrocinó al equipo de fútbol español Valencia Club de Fútbol.

## Reconocimientos
En 2005, el Corolla fue reconocido como el primer automóvil en superar los 30 millones de unidades vendidas, según el Libro Guinness de los récords. Con 44 millones de unidades matriculadas en 150 países hasta 2016 es catalogado como el automóvil turismo más vendido del mundo.
En 2018, la Fundación Konex de Argentina les otorgó a Toyota de Argentina el Premio Konex de Platino a la empresa más importante de la última década en el país.
Según el Fortune Global 500 de 2019, Toyota es la décima empresa más grande del mundo. Por su parte, en el Forbes Global 2000 de 2019 Toyota aparece como la decimoquinta empresa más grande del mundo.